# Syzeuctus elegans
Syzeuctus elegans är en stekelart som först beskrevs av Cresson 1870.  Syzeuctus elegans ingår i släktet Syzeuctus och familjen brokparasitsteklar. Inga underarter finns listade i Catalogue of Life.